# Peter-Lukas Graf
Peter-Lukas Graf (nacido el 5 de enero de 1929 en Zúrich) es un flautista suizo.

## Biografía
Peter-Lukas Graf estudió en Zúrich con André Jaunet y en París con Marcel Moyse y Roger Cortet. Obtuvo el Primer Premio como flautista y el título de dirección en el Conservatorio Nacional de París. Durante tres años, estudió dirección en Múnich. Con veintiún años grabó el Concierto para flauta del compositor Jacques Ibert e inmediatamente obtuvo reconocimiento internacional. Desde aquel momento, realizó giras internacionales, hizo numerosas grabaciones y fue un invitado regular en festivales internacionales de música. En cuanto a su labor docente, fue profesor en la Basel Music Academy desde el año 1973 y ha dado clases magistrales por todo el mundo. Además, es el autor de tres métodos para flauta.

## Premios
- Primer Premio en el concurso internacional de música del ARD en Múnich.
- Premio Bablock' de los premios internacionales de música H. Cohen en Londres.
- Título de doctor honoris causa por the Academy of Music de Cracovia.
- Premio a una vida, por la asociación nacional de música de EE. UU.. (2005).
- Premio alla Carriera Flauto d'Oro, por la asociación italiana FALAUT.

## Discografía
Peter-Lukas Graf realizó numerosas grabaciones durante su carrera.

### Flauta sola
- Bach, Berio a.o. (Claves 50-8005).
- Heiner Reitz (Vo.II) 12 Caprices (Telos Music TLS 026).
- Peter Mieg, Les plaisirs de Rued (Claves P 610).

### Flauta/orquesta
- Boccherini, Cimarosa, Gluck (Jecklin 506-2).
- Devienne, Ibert, (Claves 50-501).
- Krommer (Grand Prix International du Disque) (Claves 50-8203).
- Mozart (Claves 50-8505).
- Mozart: Concierto para flauta y arpa (Claves 50-0208).
- Quantz, Stamitz, Stalder (Claves 50-808-9).
- Pergolesi, Piccinni, Mercadante (Claves 50-9103).
- Vivaldi (Claves 50-8807).
- Reinecke, Reissiger: Conciertos románticos para flauta (Claves 50-2108).
- Krommer: Sinfonía concertante para flauta, clarinete y violín (Tudor 757).
- Krommer: Concertino para flauta, oboe y orquesta (Claves 50-8203).

### Flauta y clave
- Johann Sebastian Bach. (Claves 50-0401).
- Johann Sebastian Bach. (Jecklin 4400/1-2).
- Haendel (Claves 50-0238).

### Flauta y piano
- Johann Sebastian Bach: Las cinco sonatas auténticas. (Claves 50-2511).
- Schubert, Widor, Martinu, Poulenc: Clásicos para flauta Vol. 1. (Claves 50-9306).
- Reinecke, Milhaud, Hindemith, Martin, Prokófiev: Clásicos para flauta, Vol. 2. (Claves 50-9307).
- Chaminade, Hüe, Gaubert: Joueurs de flûte (Claves 50-0704).
- Joplin (Ragtimes) (Claves 50-8715).
- Kuhlau: Sonatas (Claves 50-8705).
- Czerny, Kuhlau: Virtuoso flute (Jecklin 577-)

### Flauta y guitarra
- Bach, Schubert, Mozart: Transcripciones (Claves 50-9705).
- Bach, Chopin, Ibert, Mozart, Ravel, Villa-Lobos: 'Miniatures' (Claves 50-2013).
- Carulli: 6 Serenades (Claves 50-8304).
- Giuliani, Carulli, Ibert, Ravel, Burkhard (Claves 50-0408).

### Flauta y arpa
- Rossini, Donizetti, Spohr, Paganini, Fauré, Lauber: Dúos (Claves 50-0708).
- Debussy, Sonata No. 2. Ravel, Introducción y Allegro: French Masterpieces. (Claves 50-0280).
- Peter Mieg, Morceau élégant (Claves P 610 y Jecklin Edition JS 314-2))

### Música de cámara
- F.Bach, Briccialdi: "2 flautas J.S.Bach, Kuhlau, Doppler: Trios 2 fl/piano (Claves 50-2006).
- Beethoven: Triosonata, Serenade en Re Mayor (flauta, violín y viola) (Claves 50-8403).
- Reger: 2 Serenades (flauta, violín y viola) (Claves 50-8104).
- Krommer: 3 cuartetos de flauta op. 17/92/93 (Claves 50-8708)
- Peter Mieg: Quintuor (flauta, 2 violines, violonchelo y clave) (Claves P 610)
- Mozart: 4 cuartetos/Carmina (Claves 50-9014).
- Mozart: 4 cuartetos (Ex Libris CD-6087).
- Rossini: 4 cuartetos (Nos. 1, 2, 4, 6). (Claves 50-8608).
- Bach: Ofrenda musical (Claves 50-0198).
- Bach, Haendel, Rameau, Scarlatti, Martin, Ravel y Roussel: Song Recital (K. Graf, soprano) (Claves 50-0604).
- Bach, Haendel, Quantez, Couperin, Vivaldi y Lotti: Música de cámara barroca para flauta, oboe y clave. P.L. Graf, Goritzki y Dähler. (Claves 50-0404).

## Publicaciones
Peter-Lukas Graf ha publicado los siguientes libros y métodos sobre flauta y música:
- Interpretation: Reglas básicas para construir melodías. Editado en alemán, inglés, japonés y chino. (Edition SCHOTT Ed 8318 (Alemán), Edition SCHOTT Ed 9235 (Inglés), Postfach 3640, D-55026 Mainz).
- The Singing Flute: Libro de melodías para flautistas. Editado en inglés/alemán/francés, inglés/alemán/japonés y chino/inglés/alemán. (Edition SCHOTT Ed 9627, Postfach 3640, D-55026 Mainz).
- Über Klangfarben und Dynamik beim Flötenspiel (Das Orchester 6/1999, Flöte Aktuell 2/2000).
- Über Kadenzen in Flötenkonzerten (Das Orchester 9/2000 (Schott)).